# Autovía A-75
La autovía Verín - Frontera Portuguesa o A-75 es una autovía estatal que permite la unión de la auto-estrada de Portugal A24 con la autovía española A-52. Fue puesta en servicio con la inauguración del puente internacional el 19 de junio de 2010, a la que asistieron el ministro español de Fomento, José Blanco, y el titular portugués de Obras Públicas, Transportes y Comunicaciones, António Mendonça, constituyendo un nuevo nexo de alta capacidad entre España y Portugal y contribuyendo al desarrollo económico de las regiones de Orense y Alto Trás-os-Montes. Ya que la autovía A-75 nunca tendrá futuras prolongaciones, se quedaría como la autovía más corta de Galicia.
Forma parte de la Ruta europea E801, la cual discurre entre Coímbra (Portugal) y Verín, según la información oficial de Comisión Económica de las Naciones Unidas para Europa (UNECE). No obstante, en la parte española, que se corresponde con la autovía A-75, la ruta europea no se encuentra señalizada.

## Tramos
| Denominación | Tramo                                     | Kilómetros | Año servicio |
| ------------ | ----------------------------------------- | ---------- | ------------ |
| A-75         | Verín A-52 - Feces de Abajo               | 10,5       | 2010         |
| A-75         | Puente Internacional sobre el río Pequeno | 0,8        | 2010         |

## Salidas
| Número de Salida | Nombre de Salida                                                              | Carretera que enlaza |
| ---------------- | ----------------------------------------------------------------------------- | -------------------- |
|                  | Autovía Verín - Frontera portuguesa A-75                                      | A-52                 |
| 1                | Verín Orense - Vigo Benavente - Madrid                                        | N-532 A-52           |
| 10-11            | Feces de Abajo - Mandín                                                       | N-532                |
|                  | Frontera España-Portugal                                                      |                      |
|                  | Vila Real TRÁS-OS-MONTES E ALTO DOURO Autopista Viseu- Frontera española A 24 |                      |
| 22               | Vila Verde da Raia (Portugal)                                                 | N-103-5              |